# Чемпионат мира по волейболу среди женских клубных команд 2016
10-й чемпионат мира по волейболу среди женских клубных команд прошёл с 18 по 23 октября 2016 года в Маниле (Филиппины) с участием 8 команд. Чемпионский титул во 2-й раз подряд выиграла турецкая команда «Эджзаджибаши» (Стамбул).

## Команды-участницы
«ФСЛ-Ф2 Логистикс» (Манила, Филиппины) — команда страны-организатора;
 «Поми» (Казальмаджоре, Италия) — победитель Лиги чемпионов ЕКВ 2016;
 «Бангкок Глэсс» (Бангкок, Таиланд) — победитель чемпионата Азии среди клубных команд 2015;
 «Рексона-Сеск» (Рио-де-Жанейро, Бразилия) — победитель чемпионата Южной Америки среди клубных команд 2016;
 «Эджзаджибаши» (Стамбул, Турция) — по приглашению организаторов (победитель чемпионата мира среди клубных команд 2015);
 «Вакыфбанк» (Стамбул, Турция) — по приглашению организаторов (2-й призёр Лиги чемпионов ЕКВ 2016;
 «Хисамицу Спрингс» (Кобе, Япония) — по приглашению организаторов (2-й призёр чемпионата Азии среди клубных команд 2015;
 «Волеро» (Цюрих, Швейцария) — по приглашению организаторов.

## Система проведения чемпионата
8 команд-участниц на предварительном этапе были разбиты на две группы. 4 команды (по две лучшие из групп) вышли в плей-офф и по системе с выбыванием определили призёров чемпионата. По такой же системе итоговые 5—8-е места разыграли команды, занявшие в группах предварительного раунда 3—4-е места.
Первичным критерием при распределении мест в группах являлось общее количество побед, затем общее количество очков, соотношение выигранных и проигранных партий, соотношение мячей, результаты личных встреч. За победы со счётом 3:0 и 3:1 команды получали по 3 очка, за победы 3:2 — по 2, за поражения — 2:3 — по 1, за поражения 0:3 и 1:3 очки не начислялись.

## Игровая арена
Чемпионат мира проходил в крытой спортивной арене «Mall of Asia», расположенной в районе Пасай столицы Филиппин Манилы. 
Арена открыта в 2012 году и входит в состав торгово-спортивного комплекса «SM Mall of Asia». Вместимость на спортивных мероприятиях — 15 тысяч зрителей.

## Предварительный этап

### Группа A
| М | Команда            | 1   | 2   | 3   | 4   | И | В | П | С/П | О |
| - | ------------------ | --- | --- | --- | --- | - | - | - | --- | - |
| 1 | «Эджзаджибаши»     |     | 3:0 | 3:2 | 3:1 | 3 | 3 | 0 | 9:3 | 8 |
| 2 | «Поми»             | 0:3 |     | 3:2 | 3:0 | 3 | 2 | 1 | 6:5 | 5 |
| 3 | «Рексона-Сеск»     | 2:3 | 2:3 |     | 3:0 | 3 | 1 | 2 | 7:6 | 5 |
| 4 | «ФСЛ-Ф2 Логистикс» | 1:3 | 0:3 | 0:3 |     | 3 | 0 | 3 | 1:9 | 0 |

18 октября: «Эджзаджибаши» — «Поми» 3:0 (25:17, 25:18, 25:15); «Рексона-Сеск» — «ФСЛ-Ф2 Логистикс» 3:0 (25:15, 25:13, 25:20).
19 октября: «Поми» — «Рексона-Сеск» 3:2 (17:25, 25:20, 25:20, 19:25, 18:16).
20 октября: «Эджзаджибаши» — «Рексона-Сеск» 3:2 (25:27, 25:19, 22:25, 25:18, 15:11); «Поми» — «ФСЛ-Ф2 Логистикс» 3:0 (25:19, 25:15, 25:21).
21 октября: «Эджзаджибаши» — «ФСЛ-Ф2 Логистикс» 3:1 (25:17, 25:17, 23:25, 25:14).

### Группа В
| М | Команда            | 1   | 2   | 3   | 4   | И | В | П | С/П | О |
| - | ------------------ | --- | --- | --- | --- | - | - | - | --- | - |
| 1 | «Волеро»           |     | 3:2 | 3:0 | 3:0 | 3 | 3 | 0 | 9:2 | 8 |
| 2 | «Вакыфбанк»        | 2:3 |     | 3:1 | 3:0 | 3 | 2 | 1 | 8:4 | 7 |
| 3 | «Хисамицу Спрингс» | 0:3 | 1:3 |     | 3:0 | 3 | 1 | 2 | 4:6 | 3 |
| 4 | «Бангкок Глэсс»    | 0:3 | 0:3 | 0:3 |     | 3 | 0 | 3 | 0:9 | 0 |

18 октября: «Вакыфбанк» — «Хисамицу Спрингс» 3:1 (25:15, 25:15, 29:31, 25:18); «Волеро» — «Бангкок Глэсс» 3:0 (25:21, 25:19, 25:23).
19 октября: «Волеро» — «Хисамицу Спрингс» 3:0 (25:19, 25:15, 25:17).
20 октября: «Хисамицу Спрингс» — «Бангкок Глэсс» 3:0 (25:14, 25:18, 25:20); «Волеро» — «Вакыфбанк» 3:2 (25:22, 27:25, 16:25, 12:25, 16:14).
21 октября: «Вакыфбанк» — «Бангкок Глэсс» 3:0 (25:19, 25:23, 25:18).

## Плей-офф за 5—8 места

### Полуфинал
22 октября
 «Рексона-Сеск» —  «Бангкок Глэсс»
3:0 (25:19, 25:15, 25:20).
 «Хисамицу Спрингс» —  «ФСЛ-Ф2 Логистикс»  
3:0 (25:15, 25:18, 25:21).

### Матч за 7-е место
23 октября
 «Бангкок Глэсс» —  «ФСЛ-Ф2 Логистикс» 
3:0 (25:16, 25:23, 25:20).

### Матч за 5-е место
23 октября
 «Рексона-Сеск» —  «Хисамицу Спрингс» 
3:2 (20:25, 25:22, 25:15, 30:32, 15:7).

## Плей-офф за 1—4 места

### Полуфинал
22 октября
 «Эджзаджибаши» —  «Вакыфбанк»
3:1 (25:23, 19:25, 25:17, 25:23).
 «Поми» —  «Волеро»  
3:1 (25:27, 25:23, 25:17, 25:23).

### Матч за 3-е место
23 октября
 «Вакыфбанк» —  «Волеро» 
3:1 (25:14, 21:25, 25:22, 25:11).

### Финал
| 23 октября 2016 | \| «Эджзаджибаши» (Стамбул) \| 3:2 fivb.org \| «Поми» (Казальмаджоре) \| \| Тияна Бошкович (17) Таиса (10) Рэчел Адамс (6) Джордан Ларсон-Бёрбак (10) Татьяна Кошелева (23) Мая Огненович (6) Гюльден Каялар-Кузубашиоглу (либеро) Джейлан Арысан (либеро) Симге-Шебнем Акёз Неслихан Демир-Гюлер (1) Нилай Оздемир \| Голы \| Карли Ллойд (9) Лорен Джиббмейер (8) Лучия Бозетти (7) Саманта Фабрис (22) Йована Стеванович (9) Валентина Тироцци (11) Иммаколата Сиресси (либеро) Джулия Джибертини (либеро) Анастасия Гуэрра (8) Кармен Турля \| | Манила Arena Mall of Asia 6700 зрителей |
| Счёт по партиям — 25:19, 20:25, 25:19, 22:25, 15:11. Время матча — 1 час 59 минут. Судьи: Пётр Дудек, Патрисия Рольф. | | |
| «Эджзаджибаши» (Стамбул) | 3:2 fivb.org | «Поми» (Казальмаджоре) |
| Тияна Бошкович (17) Таиса (10) Рэчел Адамс (6) Джордан Ларсон-Бёрбак (10) Татьяна Кошелева (23) Мая Огненович (6) Гюльден Каялар-Кузубашиоглу (либеро) Джейлан Арысан (либеро) Симге-Шебнем Акёз Неслихан Демир-Гюлер (1) Нилай Оздемир | Голы | Карли Ллойд (9) Лорен Джиббмейер (8) Лучия Бозетти (7) Саманта Фабрис (22) Йована Стеванович (9) Валентина Тироцци (11) Иммаколата Сиресси (либеро) Джулия Джибертини (либеро) Анастасия Гуэрра (8) Кармен Турля |

## Итоги

### Положение команд
| «Эджзаджибаши» (Стамбул)           |
| «Поми» (Казальмаджоре)             |
| «Вакыфбанк» (Стамбул)              |
| 4. «Волеро» (Цюрих)                |
| 5. «Рексона-Сеск» (Рио-де-Жанейро) |
| 6. «Хисамицу Спрингс» (Кобе)       |
| 7. «Бангкок Глэсс» (Бангкок)       |
| 8. «ФСЛ-Ф2 Логистикс» (Манила)     |

### Призёры
«Эджзаджибаши» (Стамбул): Гюльден Каялар-Кузубашиоглу, Тияна Бошкович, Симге-Шебнем Акёз, Таиса Дахер Паллези, Ханде Баладын, Рэйчел Адамс, Бюшра Кылычлы, Джордан Ларсон, Нилай Оздемир, Гёзде Йылмаз, Татьяна Кошелева, Джейлан Арысан, Неслихан Демир-Гюлер, Майя Огненович. Главный тренер — Массимо Барболини.
  «Поми» (Казальмаджоре): Лучия Бакки, Карли Ллойд, Клара Перич, Иммаколата Сиресси, Кармен Турля, Лорен Джиббмейер, Лучия Бозетти, Джулия Джибертини, Анастасия Гуэрра, Саманта Фабрис, Йована Стеванович, Валентина Тироцци, Тамара Сушич. Главный тренер — Джованни Капрара.
  «Вакыфбанк» (Стамбул): Хатидже-Гизем Орге, Гёзде Кырдар, Джансу Озбай, Чжу Тин, Кюбра Акман-Чалышкан, Айше-Мелис Гюркайнак, Айча Айкач, Лоннеке Слютьес, Наз Айдемир, Озге-Нур Юртдагюлен, Мелис Дурул, Кимберли Хилл, Милена Рашич, Джансу Четин. Главный тренер — Джованни Гуидетти.

### Индивидуальные призы
| - MVP Тияна Бошкович («Эджзаджибаши») - Лучшая связующая Карли Ллойд («Поми») - Лучшие центральные блокирующие Фолуке Акинрадево («Волеро») Милена Рашич («Вакыфбанк») - Лучшая диагональная нападающая Тияна Бошкович («Эджзаджибаши») | - Лучшие нападающие-доигровщики Чжу Тин («Вакыфбанк») Татьяна Кошелева («Эджзаджибаши») - Лучшая либеро Фабиана (Фаби) ди Оливейра («Рексона-Сеск») |